# PZL.23 Karaś
PZL.23 Karaś byl polský celokovový jednomotorový dolnoplošník s pevným kapotovaným ostruhovým podvozkem, užívaný jako lehký bombardér ve druhé světové válce.

## Vznik
Vývoj letounu spadá do roku 1932, kdy Odbor letectva polského ministerstva obrany předal leteckému výrobci Państwowe Zaklady Lotnicze oficiální pokyn k zahájení prací na vývoji nového třímístného víceúčelového letounu. Samotné práce na projektu začaly roku 1931, přičemž jako základ sloužily plány celokovové konstrukce polského dopravního letadla PZL-13 pro šest osob. Ing. Prauss k pohonu svého letounu vybral britský hvězdicový motor chlazený vzduchem Bristol Pegasus II-M2 o maximálním výkonu 441 kW s dvoulistou dřevěnou vrtulí Szomański.
V roce 1932 Oddělení pro letectvo ministerstva obrany projekt přijalo a současně objednalo výrobu tří prototypů a jednoho draku určeného k pevnostním zkouškám.

## Vývoj

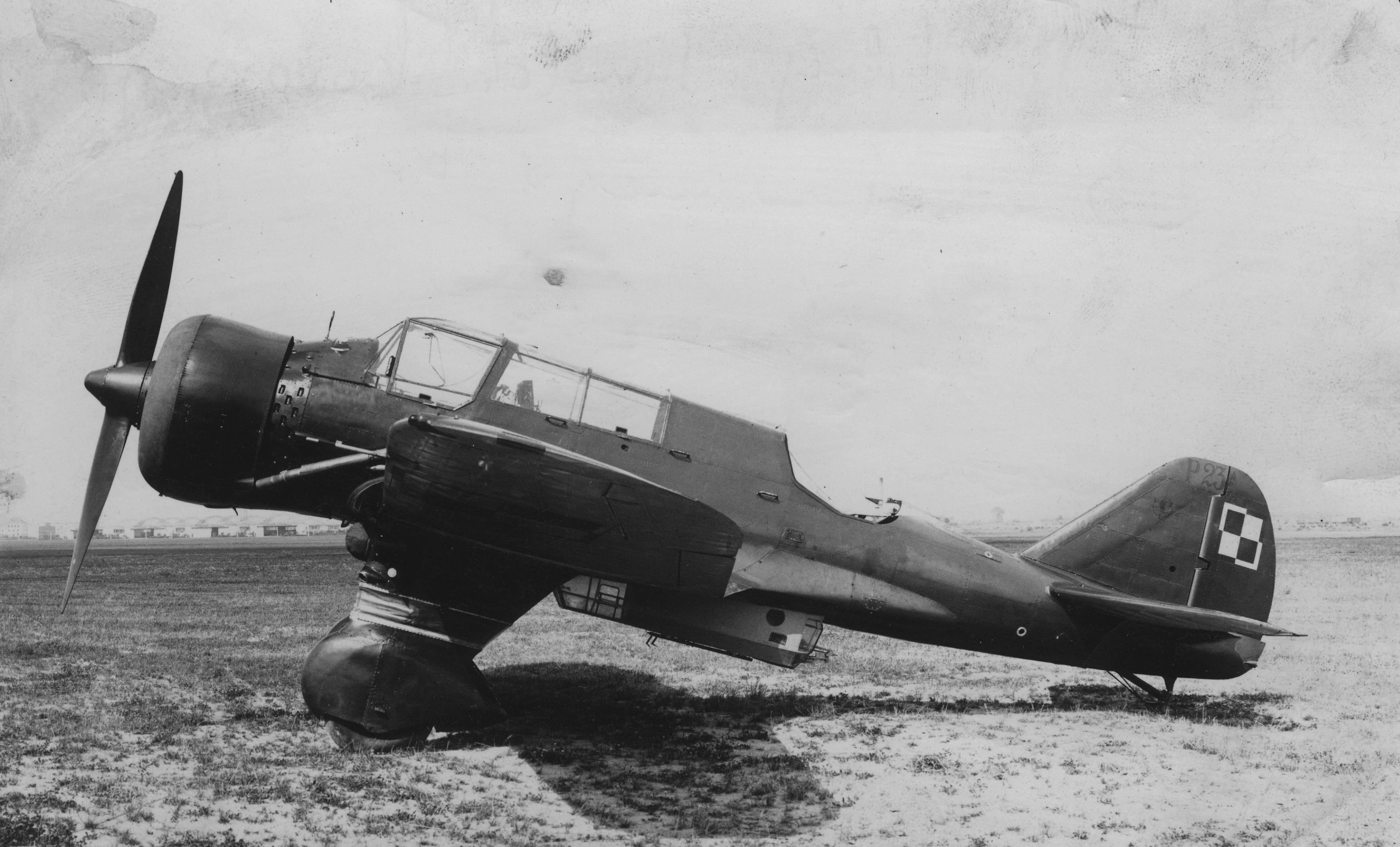
PZL.23A Karaś

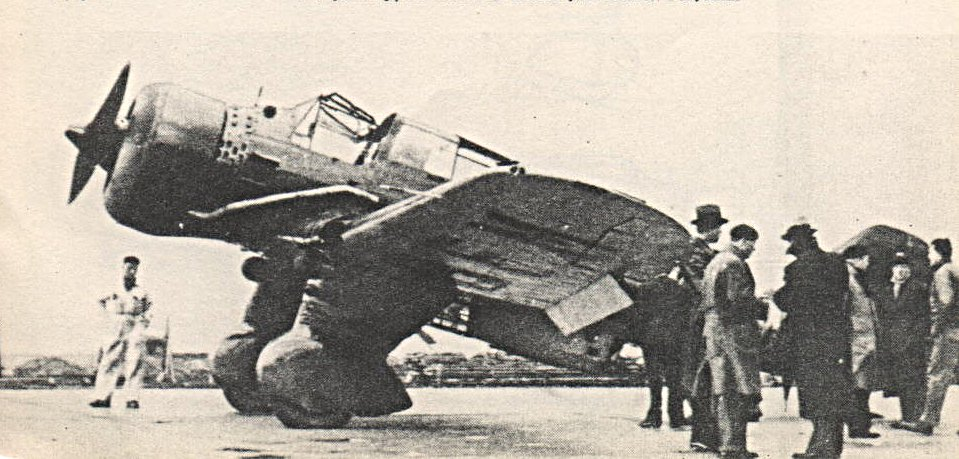
PZL.23A (imatrikulace SP-BMF), Pařížský aerosalon

První prototyp třímístného letounu označený jako PZL-23/I Karaś vzlétl s pilotem J. Widawskim koncem srpna roku 1934, avšak zkoušky ukázaly řadu podstatných nedostatků. Nedostatečný byl výhled pilota i navigátora, prostor pro umístění bomb v trupu byl příliš těsný.
Druhý upravený prototyp PZL-23/II vzlétl v jarních měsících roku 1935 z letiště Okęcie ve Varšavě. Druhý vyrobený Karaś měl osu motoru v relaci k podélné ose trupu sníženu pro lepší výhled z kokpitu, ze kterého byla odstraněna skříň pumovnice a pod centroplán bylo umístěno kování pro instalaci závěsníků pum různé ráže do celkové hmotnosti 700 kg. Upraveny byly také křidélka a štěpné klapky, na náběžnou hranu centroplánu byly přidány sloty, které se však u pozdější produkce neinstalovaly. Z důvodu snížení čelního odporu byl upraven kryt motoru a přibylo bohatější prosklení trupu za kabinou pilota a podtrupové vany. Konstruktéři rovněž zvětšili výřez zadního střeliště a na kapotáž podvozku přidali přistávací reflektory. Havárie druhého prototypu u Wilanówa při pokusu o stoupavou zatáčku vedla v červenci 1935 k jeho ztrátě.
Zkušenosti z testování dvou prototypů se promítly ve tvarech i výkonech třetího PZL-23/III, který měl zvýšenu úroveň pilotní kabiny a nové hydraulické ovládání lafety kulometu radiotelegrafisty/střelce v zadním horním střelišti. Tento stroj byl ve druhém pololetí roku 1935 přijat polským vojenským letectvem a byla objednána sériová výroba pod označením PZL-23A Karaś, která byla na sklonku téhož roku zahájena.
Vzhledem k tomu, že licenční motory závodu Polskie Zaklady Skoda Pegasus IIM měly mnoho závad, bylo rozhodnuto instalovat silnější motor Pegasus VIII o výkonu 500 kW, který byl spolehlivější a v roce 1936 navíc vyzkoušený v třetím prototypu. Od poloviny roku 1936 byly vyráběny letouny pod typovým označením PZL-23B, které byly objednány v počtu 210 kusů. Většina těchto letounů byla vybavena radiostanicí Philips N1L/LR/T. Výzbroj byla shodná s verzí PZL-23A. Vlevo v trupu byl jeden synchronizovaný kulomet PWU vz. 33 ráže 7,92 mm, ve střelišti na zatažitelné lafetě na hřbetu trupu a ve vaně pod ním bylo uloženo po jednom pohyblivém kulometu Vickers F. Výroba PZL-23B byla ukončena v únoru 1938.
V průběhu produkce bylo experimentováno s různými typy vrtulí, výzbroje a také instalací pohonné jednotky Pegasus XX o výkonu 680 kW se stavitelnou kovovou vrtulí Hamilton. K experimentům posloužila i speciální verze PZL-42 z roku 1936, která měla dvojitou SOP a zatažitelnou podtrupovou vanu.
Ve stejném roce připravil Ing. H. Malinowski exportní verzi PZL-23. Vzhledem k omezení exportu licenčních motorů Pegasus byl letoun upraven pro zástavbu francouzské dvouhvězdicové čtrnáctiválcové pohonné jednotky Gnome-Rhône 14Kfs, dále byl prodloužen trup a upravena kabina. Nový letoun, který nesl označení PZL-43A, byl v počtu 12 strojů dodán do Bulharska. Do srpna převzalo bulharské vojenské letectvo dalších 33 PZL-43B se silnějším motorem Gnome-Rhône 14N-01. Stroje určené pro Bulharsko byly vyzbrojeny dvojicí pevných kulometů PWU vz. 36 ráže 7,92 mm v trupu a obvyklou dvojicí obranných kulometů.

## Bojové užití

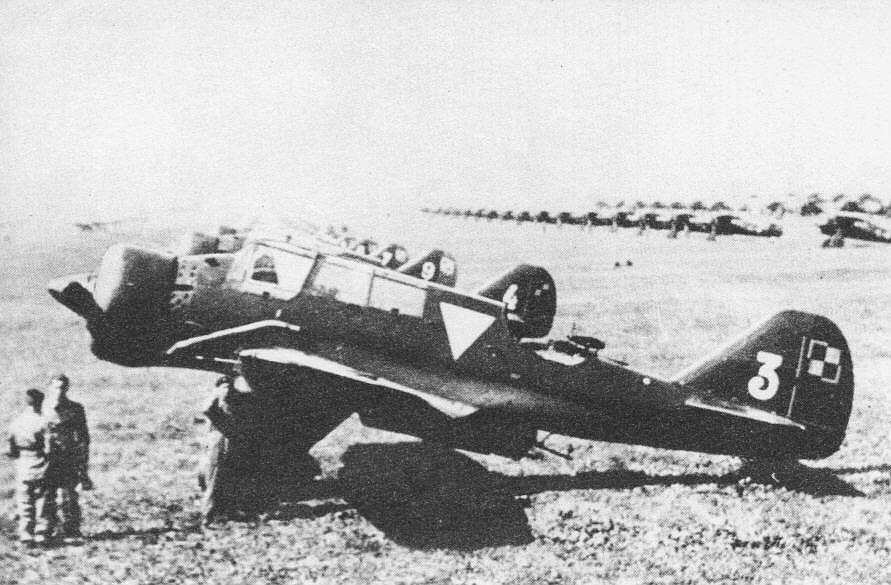
PZL.23A na varšavském letišti

První jednotka polského letectva, 1. Pulk Lotniczy ve Varšavě, začala PZL-23A přebírat v polovině roku 1936. Všech 40 dodaných exemplářů zde u dvou eskader sloužilo s dvojím řízením jako cvičné. První PZL-23B byly dodány výcvikovému středisku v Dęblinu na podzim roku 1936.
K 1. září 1939 bylo u bojových jednotek polského letectva dislokováno 118 strojů PZL-23B z celkem 210 vyrobených Karaśů obou variant. Dalších 5 PZL-43B z bulharské zakázky bylo u Eskadry 41. Dalších 35 PZL-23B se nacházelo v dílnách a 10 v rezervních skladech, 25 PZL-23A bylo u výcvikových jednotek. V bombardovací brigádě polského letectva bylo sdruženo pět letek PZL-23B a po jedné letce bylo přiděleno armádám Kraków, Karpaty, Poznaň, Pomorze a samostatné bojové skupině Narew, dvě byly začleněny v armádě Lódž.
Lerouny PZL-23B Karaś byly používány v době německé agrese do Polska v roce 1939, kdy k překvapení Němců jejich osádky statečně podnikaly nálety na postupující kolony Wehrmachtu. Avšak německá přesila byla velká a tyto stroje utrpěly devadesátiprocentní ztráty. Celkové ztráty PZL-23 dosáhly výše 112 letounů. Od 15. do 17. září 1939 bylo zbylých 30 strojů evakuováno do Rumunska.
Rumunské královské letectvo využilo do ledna 1943 na 10 Karaśů k průzkumu a bombardování na východní frontě v oblasti Krymu a na Donu, od léta 1943 do roku 1945 k výcviku.

## Uživatelé

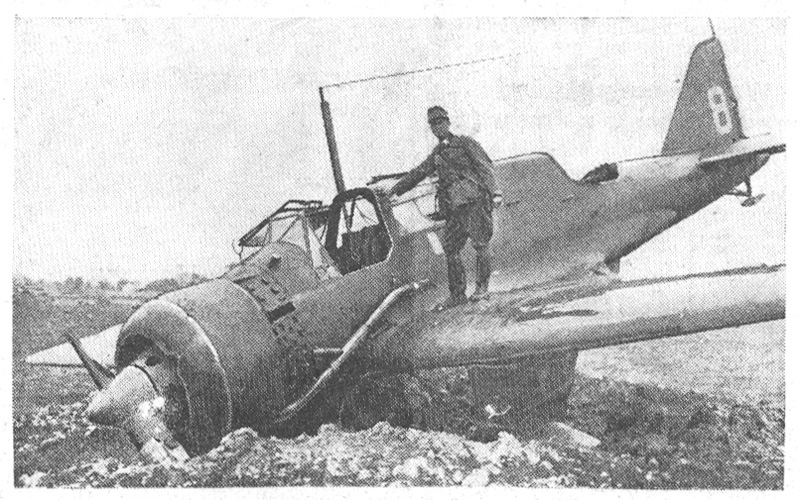
Sestřelený PZL.23 Karaś, září 1939

- Bulharské carství
  - Bulharské letectvo (PZL.43A/PZL.43B)
- Polsko
  - Polské letectvo (PZL.23A/PZL.23B)
- Rumunské království
  - Rumunské královské letectvo (PZL.23A/PZL.23B)

## Specifikace (P.23B)

Třípohledový nákres P.23B

Údaje podle

### Technické údaje
- Osádka: 3
- Rozpětí: 13,95 m
- Délka: 9,68 m
- Výška: 3,85 m
- Nosná plocha: 26,80 m²
- Hmotnost prázdného stroje: 1775 kg
- Vzletová hmotnost: 3520 kg
- Pohonná jednotka: 1 × devítiválcový vzduchem chlazený hvězdicový motor PZL Pegaz VIII
- Výkon pohonné jednotky: 500 kW (680 hp)

### Výkony
- Maximální rychlost u země: 274 km/h
- Maximální rychlost ve výšce 3650 m: 319 km/h
- Cestovní rychlost: 270 km/h
- Minimální rychlost: 110 km/h
- Maximální rychlost stoupání: 402 m/min
- Praktický dostup: 7300 m
- Dolet: 1260 km

### Výzbroj
- 1 × synchronizovaný kulomet PWU wz.33 ráže 7,92 × 57 mm se zásobou 600 nábojů
- 1 × pohyblivý kulomet Vickers F ráže 7,92 × 57 mm se zásobou 679 nábojů v hřbetním střelišti
- 1 × pohyblivý kulomet Vickers F ráže 7,92 × 57 mm se zásobou 388 nábojů v dolním střelišti
- 400–700 kg pum